# James Rising
James David Rising (* 10. August 1942 in Kansas City, Missouri; † 13. März 2018 in Toronto, Ontario) war ein US-amerikanischer Ornithologe.

## Leben
Rising erlangte 1964 den Bachelor of Arts an der University of Kansas. 1968 wurde er dort zum Ph.D. in Zoologie promoviert. Von 1968 bis 1969 war er Postdoc an der Cornell University. 1968 wurde er außerordentlicher Professor an der University of Toronto. 2008 wurde er emeritiert.
Rising befasste sich mit der Biologie der Vögel, der Verbreitung, Häufigkeit, Ökologie, Taxonomie und Systematik, Evolution, dem Verhalten und der Physiologie der Vögel, insbesondere mit der Systemtheorie sowie mit der genetischen Differenzierung von Wirbeltieren.
Seine Forschungen erstreckten sich auf eine Vielzahl von Themen, darunter Hybridzonen in den Great Plains und Studien zur geographischen Variation. Rising hat umfangreiche Arbeiten zur geographischen Variation bei Spitzschwanzammern und zur Systematik der Neuweltammern durchgeführt.
Rising war Mitglied der American Society of Naturalists, der Society for the Study of Evolution, der Ecological Society of America sowie der Society of Systematic Zoology. Er war außerdem Mitglied des American Ornithologists’ Union Committee on Classification and Nomenclature und blieb auch nach seiner Pensionierung im Jahr 2009 in akademischen Organisationen aktiv, insbesondere in der Wilson Ornithological Society.
2011 schrieb Rising mit Alvaro Jaramillo, José Luis Copete, Steve Madge und Peter G. Ryan das Kapitel über die Familie der Ammern (Emberizidae) im 16. Band des Handbook of the Birds of the World. Für die Enzyklopädie Birds of North America schrieb er die Beiträge zur Spitzschwanzammer, zum Baltimoretrupial, zum Bullocktrupial und zum Blasskehl-Schnäppertyrann.

## Schriften
- Canadian Songbirds and Their Ways, 1982
- A Guide to the Identification and Natural History of the Sparrows of the United States and Canada, 1986
- Sparrows of the United States and Canada: the photographic guide, 2001
- Geographic Variation in Size and Shape of Savannah Sparrows (Passerculus sandwichensis) SAB No. 23, 2002
- Tanagers, Cardinals, and Finches of the United States and Canada: The Photographic Guide, 2006